# Hellebard
En hellebard er et alsidigt middelalderligt fodfolksvåben:et 2,5 meter langt skaft med en jern- eller stålklinge eller øksehoved, øverst med en lansespids, bagtil med en hage.
- Med hagen forsøgte våbnets bruger, hellebardisten, at få tag i sammenføjningerne på ridderens rustning for at trække ham af hesten.
- Med øksebladet på så langt et skaft er det muligt at hugge meget hårdt.
- Med den lange tynde lansespids var det muligt at gennembryde en rustning.

## Historie
En hellebard var oprindeligt en tung tohånds-stridsøkse. En "helle" er en stor flad klippe, og "bard" betyder her økse-skæg, det lange nederste hjørne på bladet. På slagmarken brugtes stridsøksen sammen med lanser, og en lansespids på økseskaftet skabte et kombineret våben, hellebarden. Den blev først brugt af schweizerne i slaget ved Morgarten (1315) og blev derfor kaldes Morgartenhellebard.
Schweizergarden i Vatikanet er bevæbnet med hellebarder. 
For at kunne hugge gennem rustninger fik hellebarden en spids modsat bladet. Da den virkede bedst som en krog, der rev ridderen af hesten, fik hellebarden både en krog fremad og en krog tilbage. Så den endelige udformning havde fire spidser og et blad.

### Afslutningen
Efter middelalderen blev hellebarden gradvist afløst af en partisan, som er nemmere at bruge. 
I 1600-tallet var hellebarden især et underofficersvåben, fordi det kræver dygtighed og koldblodighed at vælge, hvordan våbnet skal bruges: Den anvendtes i nogle lande i 1700-tallet til at beskytte skytterne. I Spanien brugtes hellebarder endnu i begyndelsen af 1900-tallet af kongens livvagt, og i Zeughaus i Berlin fandtes en hellebard, fremstillet i 1877.